# 伏古村
伏古村（ふしこむら）は、かつて北海道河西郡に存在した村である。

## 沿革
- 1902年（明治35年）4月1日 - 北海道二級町村制施行により河西郡伏古村が村制施行し、伏古村が発足。
- 1915年（大正4年）4月1日 - 村域を二分割し、河西郡帯広町と芽室村に編入して消滅。